# Aria (Navarra)
Aria település Spanyolországban, Navarra autonóm közösségben. Aria Orbaizeta, Orbara, Hiriberri/Villanueva de Aezkoa, Aribe és Garralda községekkel határos. Lakosainak száma 47 fő (2024).

## Népesség
A település népessége az elmúlt években az alábbi módon változott:
| Lakosok száma | 70   | 68   | 63   | 59   | 58   | 55   | 52   | 51   | 49   | 47   |
|               | 2001 | 2004 | 2006 | 2009 | 2011 | 2014 | 2016 | 2019 | 2021 | 2024 |